# Hiperboloid
| Hiperboloid cu o pânză | Suprafață conică | Hiperboloid cu două pânze |

În matematică, printr-un hiperboloid se înțelege o cuadrică, un anumit fel de suprafață tridimensională, descrisă de ecuația:
{\displaystyle {\frac {x^{2}}{a^{2}}}+{\frac {y^{2}}{b^{2}}}-{\frac {z^{2}}{c^{2}}}=1}
(Hiperboloid cu o pânză),
respectiv
{\displaystyle {\frac {x^{2}}{a^{2}}}+{\frac {y^{2}}{b^{2}}}-{\frac {z^{2}}{c^{2}}}=-1}
(Hiperboloid cu două pânze).
Ambele aceste suprafețe sunt asimptotice la aceeași suprafață conică, pe măsură ce x ori y cresc,
{\displaystyle {\frac {x^{2}}{a^{2}}}+{\frac {y^{2}}{b^{2}}}-{\frac {z^{2}}{c^{2}}}=0}
Astfel de suprafețe se numesc hiperboloizi eliptici. Dacă și numai dacă a = b, atunci un hiperboloid eliptic devine un hiperboloid de revoluție.

## Coordonate carteziene

Animație prezentând un hiperboloid de revoluție

Coordonatele carteziene pentru hiperboloizi pot fi definite similar coordonatelor sferice, menținând azimutul unghiului {\displaystyle \theta \in [0,2\pi )}, dar schimbând elevația v în funcțiile hiperbolice.
Hiperboloidul cu o suprafață, {\displaystyle v\in (-\infty ,\infty )} devine:
{\displaystyle x=a\cosh v\cos \theta }
{\displaystyle y=b\cosh v\sin \theta }
{\displaystyle z=c\sinh v}
Iar hiperboloidul a două suprafețe, {\displaystyle v\in [0,\infty )} devine:
{\displaystyle x=a\sinh v\cos \theta }
{\displaystyle y=b\sinh v\sin \theta }
{\displaystyle z=\pm c\cosh v}

## Ecuații generalizate
Generalizat, un hiperboloid arbitrar, centrat în v, este definit de ecuația:
{\displaystyle (\mathbf {x-v} )^{\mathrm {T} }A(\mathbf {x-v} )=1,}
în care A este o matrice, iar x și v sunt vectori euclidieni.